# Loïc Blondiaux
Pour les articles homonymes, voir Blondiaux.
Loïc Blondiaux, né le 8 mai 1962 à Walincourt, est un politologue et professeur de science politique français.

## Biographie
Loïc Blondiaux est diplômé en 1987 de l'Institut d'études politiques de Paris, où il soutient en 1994 une thèse de doctorat intitulée « La fabrique de l'opinion : une histoire sociale des sondages aux États-Unis et en France (1935-1965) ». Il est titulaire d'une habilitation universitaire.
Il est maître de conférences à l'université Lille II (1994-2000), puis à l'université Paris I Panthéon-Sorbonne (2000-2002). Il est nommé  professeur de science politique à Institut d'études politiques de Lille en 2006, puis à l’université Paris I Panthéon-Sorbonne en septembre 2008.

## Recherches et responsabilités
Ses recherches portent sur les sondages d’opinion, la théorie de la représentation, l'histoire des sciences sociales et la démocratie participative.
Il participe également aux travaux de différentes associations ou organismes publics. Il est cofondateur et administrateur de l'Institut de la concertation et de la participation citoyenne depuis septembre 2009, et administrateur de l'association Démocratie ouverte depuis novembre 2015. Il est également membre de la Commission parisienne du débat public. Il est l'un des fondateurs de la revue Politix et directeur de publication de la revue Participations.
Il est nommé membre de la Commission nationale du débat public, en 2020, en remplacement de Claude Brévan.

## Publications
- La Fabrique de l’opinion. Une histoire sociale des sondages, Seuil, 1998[9],[10],[11]
- en collaboration, La démocratie locale. Participation, représentation, espace public, Puf, 1999
- en collaboration, L'histoire des sciences de l'homme, L'Harmattan, 1999
- avec Martine Revel, Cécile Blatrix, Jean Michel Fourniau, Bertrand Hériard, Rémi Lefebvre) (dirs.), Le débat public : une expérience française de démocratie participative, Paris, La découverte, 2007.
- Le Nouvel Esprit de la démocratie. Actualité de la démocratie participative, Seuil/La République des idées, 2008, 112 p.[12]
- avec Ilaria Casillo, Rémi Barbier, Francis Chateauraynaud, Jean-Michel Fourniau, Rémi Lefebvre, Catherine Neveu (dir), Dictionnaire critique de la participation, 2013.
- avec Dominique Bourg et alii, Inventer la démocratie au XXIe siècle, L'assemblée citoyenne du futur, Paris, Les Liens Qui Libèrent, 2017, 80 pages.
- (dir.) La Démocratie des émotions, Paris, Presses de Sciences Po, 2018, 248 p.